# Молочай прямий
Молочай прямий, молочай прутовидний (Euphorbia stricta) — вид трав'янистих рослин з родини молочайні (Euphorbiaceae), поширений у Європі крім сходу й у пд.-зх. Азії.

## Опис
Однорічна чи дворічна рослина 15–60 см. Головних променів суцвіття 3 (рідко 4–5). Тригорішник до 2 мм завдовжки і 2.5 мм шириною, неглибоко-бороздчатий, вкритий конусоподібними дрібними виростами на всій поверхні, крім борозенок. Насіння 1.5 мм довжиною. Рослина виростає до 1 м, завжди гола. Стебла часто червонуваті. Листки довгасто-ланцетні, дрібнозубчасті й майже сидячі.

## Поширення
Поширений у Європі крім сходу (на півночі лише у пд. Великій Британії) й у пд.-зх. Азії.
В Україні вид зростає у лісах і тінистих засмічених місцях — у лісових і лісостепових районах та Криму.

## Використання
Можна вирощувати як декоративну рослину.